# Трихосклереиди
Трихосклереиди су склереиди који су дуги и танки, налик влакнима, са којима су иначе повезани. То су разгранате ћелије које се налазе у неким врстама биљака где имају улогу заштите од биљоједа. Обично су 6 мм дуге, али код неких врста достижу и један центиметар дужине. Нађени су у корену врсте Monstera deliciosa.